# Смош
Смош (Smosh) е интернет-комедийно дуо в сайта YouTube. Смош се състои от двама членове – Иън Хикокс и Антъни Падия. Родният град на Смош е Сакраменто, Калифорния, САЩ. Думата „Смош“ няма определено значение, но много от феновете на комиците се опитват да измислят забавен скрит смисъл като абревиатура на думата.

## Антъни Падия
Антъни Падия (на английски: Anthony Padilla) с грешно произношение „Падила“, поради английското изписване на фамилията му. Роден е на 16 септември 1987 г. в Сакраменто, Калифорния. Създава Смош през 2003 и тогава е само уебсайт. Във видео споделя, че среща Иън в шести клас и оттогава са неразделни приятели. По-късно двамата започват да правят клипове за YouTube. От 2011 е във връзка с Калел Кълън. На 29 юни 2013 се сгодяват, но на 4 декември 2014 официално съобщават раздялата си чрез видео.

## Иън Хикокс
Иън Хикокс (на английски: Ian Hecox) е роден на 30 ноември 1987 г. в Сакраменто, Калифорния. Присъединява се към Антъни Падия и става един от създателите на Смош. От 2007 е във връзка с Мелани Моут, но се разделят на 12 септември 2014 (Мелани съобщава това в Twitter). Определян е като по-забавния, по-ниския, по-опасния и по-странния от двамата с Антъни. Страда от леки форми на астма и синдром на дефицит на вниманието и хиперактивност.

## История
Антъни Падия е оригиналният създател на Смош. През 2003 г. той създава серия от забавни кратки клипове, които публикува в социалния сайт Newgrounds. По-късно към него се присъединява и Иън Хикокс.
Две години по-късно, през 2005 г. те стават по-известни в сайта YouTube.

## YouTube кариера
Смош имат активен акаунт в сайта YouTube от 19.11.2005 г. За момента имат малко над 21 000 000 абоната, а клиповете им се радват на интерес с 2 849 363 466 показвания на клиповете им.
Клипът, който ги превръща в YouTube сензации е „Pokemon Theme Music Video“. Той е публикуван през ноември 2005 г. и е гледан 24.7 милиона пъти. Този клип по-късно е премахнат от сайта. Един от най-гледаните им клипове е Beef'n Go с почти 100 милиона гледания. Друг популярен техен видеоклип е Food Battle, който впоследствие е превърнат в поредица.
Смош често набляга на черния хумор. Запазена марка за комедийното дуо е хумор, намиращ се на ръба между смешното и глупавото. В клиповете им не липсват сексистки и расистки шеги, които обаче не се приемат негативно от публиката.

## Филм и видео игра
На 18 септември 2014 Lionsgate официално потвърдиха създаването на филм, наречен The SMOSH Movie, чиято премиера ще се състои на 23 юли 2015 по време на VidCon. Част от актьорския състав са известни личности от YouTube. На 19 ноември 2014, Смош пускат и видео игра за мобилни телефони и таблети, наречена „Food Battle: The Game“.

## Канали
Smosh (youtube.com/smosh)
Главният канал на Смош, където Иън и Антъни правят своите комедийни скечове. Качват нови видеа всеки петък и специално видео зад кулисите (BTS) всяка неделя. Каналът има над 20 милиона абоната.
Smosh Games (youtube.com/SmoshGames)
Каналът на Смош за видео игри и забавления. Екипът на Smosh Games се състои от няколко души: Мари Такахаши, Джошуа „Jovenshire“ Оувъншайър, Дейвид „Lasercorn“ Мос, Мат „Sohinki“ Сохинки, Амра „Флитц“ Рикетс и Уесли „Уес Редактора“ Джонсън. Хикокс и Падия по-рядко взимат участие в заснемането на клиповете. Каналът има над 5,6 милиона абоната и около 1330 видеа към февруари 2015.
Smosh 2nd Channel (youtube.com/IanH)
Оргинално наименуван IanH, но впоследствие става Smosh 2nd Channel заради нарастващото участие на Антъни в клиповете (по презумпция това е канал само за видеа на Иън). Каналът е за влогове и видеа без сценарий. Дуото качва клипове в понеделник (Smosh is Bored и Lunchtime with Smosh), докато Мари Такахаши качва клипове в събота (Smosh Pit Weekly). Има над 4,4 милиона абоната.
Kalel Kitten (youtube.com/WatchUsLiveAndStuff)
Активен като Смош канал от юни 2013 до октомври 2014 и под името „WatchUsLiveAndStuff“ (накратко WULAS). Съдържа влогове от живота на Падия и бившата му годеница, Калел. След раздялата им тя взема притежание над канала и го преименува на „KalelKitten“. Има над 1,7 абоната.
Shut Up! Cartoons (youtube.com/ShutUpCartoons)
„Shut Up! Cartoons“ качва различни анимации (над 10). Има над 1,6 абоната.
ElSmosh (youtube.com/ElSmosh)
Канал, озвучаващ клиповете на Смош на испански. Има над 1,7 абоната.
AnthonyPadilla (youtube.com/AnthonyPadilla)
„AnthonyPadilla“ е личният канал на Антъни Падия.
New AskCharlie EVERY WEDNESDAY (youtube.com/askcharlie)
„AskCharlie“, активен от май 2010 до декември 2011, пуска Ask Charlie серии, където антропоморфно морско свинче на име Чарли Пияното Морско Свинче (Charlie the Drunk Guinea Pig), отговаря на въпроси, зададени от абонати и почитатели. Шоуто завършва със смъртта на Чарли.
Smosh France (youtube.com/TheFrenchSmosh)
Фен-канал за качване на видеата от канала на Смош с френски субтитри. Има над 56 хиляди абоната.

## График за качване на видеата
| Канал      | "Smosh"                      | "Smosh Games"             | "Smosh 2nd Channel"                 | "Shut Up! Cartoons" | "ElSmosh"                          | "Smosh France"                   |
| ---------- | ---------------------------- | ------------------------- | ----------------------------------- | ------------------- | ---------------------------------- | -------------------------------- |
| Понеделник |                              | MariCraft Smosh SMASH!    | Smosh is Bored Lunchtime with Smosh |                     |                                    |                                  |
| Вторник    |                              | Honest Game Trailers      |                                     |                     |                                    |                                  |
| Сряда      |                              | Gametime With Smosh Games |                                     |                     | ElSmosh Pit de la Semana           | Задкулисен епизод                |
| Четвъртък  |                              | Grand Theft Smosh         |                                     |                     |                                    |                                  |
| Петък      | Smosh видео                  | Smosh Game Bang           |                                     | Smosh Babies        |                                    |                                  |
| Събота     |                              | Top 5                     | Smosh Pit Weekly                    |                     |                                    |                                  |
| Неделя     | Behind the Scenes with Smosh | Бонус клипче              |                                     |                     | Смош епизод (преведен на испански) | Смош епизод (с френски субтитри) |

## Сайт
Смош имат един официален сайт – www.smosh.com. Той е създаден от Антъни Падия през 2002 г.

## Награди
Смош имат две спечелени награди, свързани с присъствието им в интернет пространството. През 2006 г. печелят награда в категория „Комедия“ на наградите YouTube Awards.
През 2013 г. печелят награда в категория „Социална медийна звезда на САЩ“ в Social Star Awards 2013.